# Golf de Tignes
 (août 2020).
Si vous disposez d'ouvrages ou d'articles de référence ou si vous connaissez des sites web de qualité traitant du thème abordé ici, merci de compléter l'article en donnant les références utiles à sa vérifiabilité et en les liant à la section « Notes et références ».
Le Golf de Tignes est un parcours de golf français inauguré en 1968 sur la commune de Tignes (Savoie).

## Parcours
Le parcours dessiné par l'architecte Philppe Valant compte 18 trous (par 68), pour une longueur totale de 5 005 mètres. Les neuf premiers trous ont été créés en 1969 à l'instigation de Pierre Schnebelen et Alain Pachoud sur le versant Est du lac du Chevril, suivis de neuf trous supplémentaires en 1991 sur le versant Ouest. Le parcours a la particularité d'être le plus haut d'Europe, à 2 100 mètres d'altitude. Comme pour d'autres parcours de montagne, ses fairways sont étroits avec plusieurs greens surélevés.
Le practice se situe aux pieds des couloirs des Tufs (15 postes, dont 4 couverts).
| Trou     | Trou     | 1   | 2   | 3   | 4   | 5   | 6   | 7   | 8   | 9   | Aller | 10  | 11  | 12  | 13  | 14  | 15  | 16  | 17  | 18  | Retour | Total |
| -------- | -------- | --- | --- | --- | --- | --- | --- | --- | --- | --- | ----- | --- | --- | --- | --- | --- | --- | --- | --- | --- | ------ | ----- |
| Par      | Par      | 3   | 4   | 4   | 3   | 5   | 4   | 3   | 5   | 4   | 35    | 4   | 3   | 3   | 4   | 4   | 3   | 4   | 4   | 4   | 33     | 68    |
| Handicap | Handicap | 17  | 9   | 3   | 11  | 5   | 1   | 7   | 13  | 15  |       | 4   | 14  | 8   | 18  | 10  | 6   | 12  | 2   | 16  |        |       |
| Hommes   | Blancs   | 130 | 310 | 280 | 160 | 435 | 380 | 160 | 490 | 320 | 2 665 | 420 | 150 | 175 | 295 | 325 | 130 | 280 | 240 | 325 | 2 340  | 5 005 |
| Hommes   | Jaunes   | 130 | 274 | 280 | 150 | 435 | 350 | 160 | 490 | 300 | 2 569 | 364 | 150 | 175 | 295 | 300 | 130 | 250 | 240 | 290 | 2 194  | 4 763 |
| Femmes   | Bleus    | 115 | 238 | 240 | 145 | 385 | 295 | 135 | 415 | 265 | 2 233 | 304 | 130 | 150 | 230 | 255 | 100 | 210 | 205 | 255 | 1 849  | 4 082 |
| Femmes   | Rouges   | 115 | 238 | 240 | 145 | 385 | 295 | 135 | 415 | 265 | 2 233 | 304 | 130 | 150 | 230 | 255 | 100 | 210 | 205 | 255 | 1 849  | 4 082 |